# The Nerves
The Nerves foi uma banda estadunidense. Um trio de Los Angeles, Califórnia, formado por Jack Lee (guitarra / vocal), Peter Case (baixo / vocal) e Paul Collins (bateria / vocal). Segundo John Dougan, no texto do Allmusic, o The Nerves, apesar de sua breve existência, foi uma das bandas mais emocionantes do power pop. Sua carreira acabou em 1978, mas eles produziram um EP que contou com o clássico "Hanging On The Telephone", que mais tarde seria registrada pelo Blondie em seu álbum Parallel Lines.

## História

### 1976: EPThe Nerves
O texto na página da gravadora Alive Records, por Tal Rosenberg, afirma que a banda, originalmente formada em São Francisco, mudou-se para Los Angeles; onde gravaram um EP (com quatro músicas: "Hanging On The Telephone" - Jack Lee -, "When You Find Out" - Peter Case -, "Give Me Some Time" - Jack Lee - e "Working Too Hard" - Paul Collins -, e por conta própria, em 1976, segundo o Discogs). O site da gravadora Alive Records comenta também que apoiaram os Ramones em alguns shows e conseguiram fazer uma turnê pelos Estados Unidos.

### 1978: Lançamento deParallel Linesda Blondie, com a música "Hanging On The Telephone"
Durante sua turnê pelo Japão, a banda Blondie ouviu "Hanging On The Telephone" e colocou uma cover da música como abertura de seu agora canônico álbum Parallel Lines. Sua versão foi lançada como um single e alcançou a posição 5 no Reino Unido. A canção ainda seria reinterpretada por uma série de artistas, incluindo Cat Power e Def Leppard.

### 1978: Jack Lee deixa a banda. The Breakaways
Pouco depois de sua turnê, o The Nerves se desfez com a saída de Jack Lee. Peter Case e Paul Collins tentam reformular a banda com um novo guitarrista sob o nome The Breakaways, mas é uma formação que acaba por ter um tempo de vida ainda mais breve do que a banda anterior. O The Breakaways só lançou disco em 2009. Paul Collins foi vasculhar sua garagem quando descobriu uma caixa de papelão, contendo uma série de 13 demos que ele gravou no final de 1970 com Peter Case, incluindo algumas regravações de músicas do The Nerves. Ele tinha guardado, inconscientemente, todo o catálogo dos Breakaways, a banda ainda não registrada e que preencheu a lacuna entre o Nerves e as bandas posteriores The Beat (de Paul Collins - posteriormente Paul Collins' Beat) e The Plimsouls (de Peter Case) - afirma o texto sobre a banda da página da gravadora Alive Records. Duas gravações do The Breakaways já estavam na coletânea The Roots of Powerpop, lançada em 1996 pela Bomp! Records.

### 2008-2009: Lançamentos nos Estados Unidos, Alive Records
Em 2008 a gravadora Alive Records lança a coletânea One Way Ticket, contendo todo o material do EP The Nerves, além de outras gravações de estúdio, demos e gravações ao vivo. No ano de 2009 é lançado o show completo em vinil, Live! At The Pirate's Cove, e o registro das gravações do The Breakaways, Walking Out On Love (The Lost Sessions). 

## Discografia: The Nerves

### EPs
- The Nerves (1976) - gravação independente em 7" distribuída pela Bomp! Records (EUA)

- 25th Anniversary (2001) - Penniman Records - Lançamento espanhol em 10" contendo as músicas do EP The Nerves, mais "Paper Dolls" e "One Way Ticket"

### Coletâneas
- Jack Lee, Paul Collins, Peter Case (1986) - Offence Records - Lançamento francês em LP

- Les Génies du Rock: West Coast Pop - The Nerves, Jack Lee, Plimsouls (1994) - Editions Atlas - Lançamento francês em CD contendo as músicas do EP The Nerves

- One Way Ticket (2008) - Alive Records (EUA) - CD / LP em vinil vermelho

### Ao vivo
- Live! At The Pirate's Cove (2009) - Alive Records (EUA) - LP em vinil amarelo

### Músicas em coletâneas de power pop
- DIY: Come Out And Play - American Power Pop I (1975-78) (1993) - Rhino Records (EUA) - CD: contendo as músicas "Hanging On The Telephone" e "When You Find Out"

## Discografia: The Breakaways
- The Roots of Powerpop (1996) - Bomp! Records (EUA) - CD: contendo as músicas "One Way Ticket" e "Walking Out On Love"
- Walking Out On Love (The Lost Sessions) (2009) - Alive Records (EUA) - CD / LP em vinil verde